# 祈り

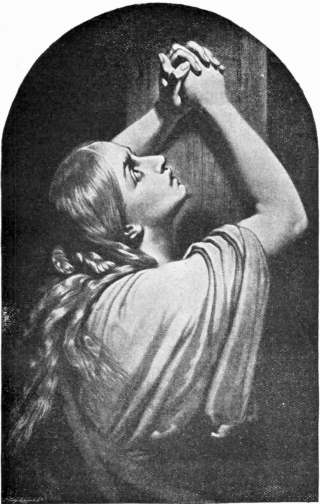
祈りを捧げるマグダラのマリア（19世紀、アリ・シェフェールによる）

祈り（いのり）とは、宗教によって意味が異なるが、世界の安寧や、他者への想いを願い込めること。利他の精神。自分の中の神と繋がること。神など神格化されたものに対して、何かの実現を願うこと。神の定理は各宗教による。祈祷（祈禱、きとう）、祈願（きがん）ともいう。儀式を通して行う場合は礼拝（れいはい）ともいう。

## 概要
祈りは、最も基本的な宗教行為や民間信仰の一つである。神聖視する対象に何らかの実現を請う行動で、その内容は、対象との意思疎通を図ろうとするものや、病気の回復、または他人の身に良いことが起こるようになど、祈る人の状況や習慣などで多岐にわたる。神に対して自分の考えや思いを表現することは「告白」や「お礼参り」という。
外形的には、祈祷者（祈祷師）の独白ないし語りかけ（呪文や聖典や教本の一節などの定型句など）、または黙祷というかたちをとることがある。また、瞑目、平伏、合掌あるいは行進（歩行）などの身体動作、姿勢や舞・踊りなどが伴う場合もある。祈りは、個人また集団で行われ、付帯的に供物などの奉げる（ささげる）ものを添える場合もある。その様式や理念は宗教によって、様々に定義されているものの、曖昧な部分もあり、包括的に表現することは難しい。
そして、「教義や教則、またそれらを含めた聖典や教本をもつ宗教」に限らずそれ以前に、世界中の古代文明において発生したシャーマニズム（祈祷・占い・呪術・薬草による医療行為・神との交信）や祖霊信仰や自然崇拝・精霊崇拝アニミズムの日（太陽）や流れ星に至るまで、対象が漠然としたものに対する感謝などの、意思の表明や表現や現象に対しての活動でも同語が用いられ、一概に祈りというものが特定宗教における価値観念とは別の、より根源的な欲求に基いた人間の活動様式であることも見て取れる。その対象も時と場所や個人の思想によって様々であるが、祈りという活動は、人間の社会において普遍的である。
一神教における神は世界に遍在し、場所の制約を受けないため、一神教の信徒は祈りを捧げるために宗教施設や宗教用具を必要としない。その点、日本人などの場合は目の前に神棚や仏壇、神社仏閣などの対象がないと祈りを捧げることが難しいとされる。

## 宗教と祈りの様式
以下、各宗教における祈りについて述べる。

### キリスト教
キリスト教において、祈りは信仰生活の中心をなす宗教行為のひとつである。その形は、賛美、感謝、嘆願、執成し、静聴、悔改と多様であって、これらの組合わせが、一般的に「祈り」と言われる。他教の祈りと根本的に異なるのは、まず神の言葉を聞いて、それに基づいて祈ることが肝心で、単に自分の願いを披露するのではなく、自身の信仰に基づいた決意表明という点である。その意味で、祈りと聖書を読むこととは、クリスチャン生涯では一体的な営みとされる。
祈りは神に、また教派によっては神の母マリアをはじめとする聖人に対して捧げられる。プロテスタント諸教会では、マリアあるいは聖人への祈りを偶像崇拝として排除している。

#### 祈祷の意義
キリスト教における祈祷は、神への賛美を本来的な形とする。祈願・罪の告白等も、究極にはそれによって神の栄光が顕わされることを願うのであり、現世利益は本来的なキリスト教の信仰が追求するものではない。祈りの意義の最大のものは、永遠なる神との人格的な交わりにあるとされる。
また「絶えず祈る」ことがキリスト教では奨励されている。天使たちは神への賛美を絶えることなく行っていると信じられている。これが公的な礼拝にしばしば参加すること、私的な祈祷をしばしば行うこととも解され、修道士たちが寝ずの番を交代でしながら24時間祈祷を行う不寝修道院を生むに至った。一方、「祈り」を霊が神に向かうことと解すると、言語化されない祈りという観点が生じる。中世の正教会では、「祈りの文言を理解せずに祈る」「祈りの文言を理解して祈る」「祈りを口にすることをまたず、すべての行為が祈りとなっている状態」の3つの祈りの形が考えられた。第3の状態を「祈らずして祈る」といい、ヘシカズムではこれを重視し、そこに到るの段階として短い祈りを絶えず繰り返す「イイススの祈り」を奨励する。
祈りは信者の意思的・能動的行為である一方、神学的にはすでに神の力を得てその恩寵の元に行われていると考えられる。パウロ書簡には、祈りにおいて言語化されない思いを神の霊がうめきによって表すとの考えが表明されている。
祈り、とくに公的な祈りは神への奉仕と考えられているが、一方でキリスト教には「神は人間の奉仕を必要としない」という考えがある。また、ユダヤ教さらにはその発展であるキリスト教では、いったいに、神は人間の隠れた思いをすべて知っているという観念があり、したがって祈りが行われずとも神は人間の思いをすでに知っている。したがって、祈りは本来的に人間の側にとって意義をもつ行為であるとも言えないことはないが、しかし、神は人間が己に立ち返って、神と交わることを喜ぶとされる。かつ祈りによって人間は神に近づき、神との絆さらには共に祈る者としての他の人間との絆を更新することができると考えられている。

#### 形式
クリスチャンの祈りに形式があるとするならば、それは「キリストの御名によって」祈ると言うことである。それは罪ある人が、聖なる神に近づくためには、キリストの十字架上の死を通してのみ可能であるという理解がある。
祈祷の主体に着目すると、集団での公的な礼拝行為（公祈祷）と私的な個人ないし集団での祈祷（私祈祷）に分かれる。祈祷の内容に注目すると、定まった祈祷文をもちいるものと、個人の自由で自発的な祈祷に任せるもの（自由祈祷）がある。伝統的教会は、定まった祈祷文を用いることを奨励し、プロテスタント教会では自由祈祷を奨励する傾向がある。
定まった祈祷文は、各教団・教派ごとに異なる。教派でその内容・文言を精査した上で認可を与え、信者にこれを奨励する。教派を超えて用いられる祈祷文には「主の祈り」、各種の信条がある。伝統的教会は古代から中世初期に起源をもついくつかの祈祷文を共有しているが、東西教会の分裂以降制定され、したがって特定教派にのみ行われる祈祷文も数多い。また同じ祈祷文を用いることがあっても、それを用いる状況・時節等の定めを異にすることもしばしばみられる。定まった祈祷文を収録した本を祈祷書という。
公的な礼拝を典礼、奉神礼等と呼ぶ。これはギリシア語ではライトゥルギアと呼ばれ、「人々の仕事」を原義とする。一般に公的な礼拝は、あらかじめ定められた形式・祈祷の文言に則って行われ、しばしば奏楽や歌唱を伴う。ミサ・聖体礼儀はこのような典礼の代表的なものである。伝統的教会における典礼には、時刻を決めて行われるものがあり、これを時祷、時課等と称する。時祷の習慣はユダヤ教から受け継がれたもので、修道院で発達し、1日に9回ないし8回の祈祷を行うのを基本の形とする。伝統的教会には、キリスト教本来の祈祷は、このような集団があらかじめ定められた形式での祈祷であるとする見解がある。これに対して、プロテスタントをはじめ、個人の祈祷を重視する立場がある。
祈祷は、声に出して行われることもあれば、黙して行われることもありえる。歌唱を伴うものを「聖歌」「賛美歌」等と呼ぶ。東方教会では、基本的に、すべての祈祷は歌唱を本来の形とする。
他者に神の恩寵が施されることを願う祈りを代求、執成しの祈りという。伝統的教会における聖人への祈願は、基本的に、聖人に神への代求を願う祈りである。プロテスタントは一般には聖人への祈りを否定している。

### 仏教
仏教では、仏の力で病気や災難から助けてもらえるように僧侶が加持を行なう宗派がある。また、個人的に「願」（がん）を掛ける（願掛け）ということをおこなう。
- 読経
- 念仏
- 題目
- 合掌
- 参拝
- マントラ：短い祈りの言葉を繰り返し唱えること。マントラにおいて、良いことをより多くしている人には白い道が、悪いことをより多くしている人には黒い道が見えることがある。黒い道が見えるということが意味するのは、より悪に傾いている生き方からの回心である。

### 神道
神道、とくに古神道において神は曖昧であり、神にも日本神話の「尊（みこと）」とされる人格神をはじめとし民間信仰の神や「忘れ去られて詳細の解らない神」としての、客神や寄り神など枚挙に暇なく存在し、神・尊だけでなく命・魂（たましい）・霊・精霊・御霊（みたま）とその表現も意味合いも様々である。そのため神事はそれ自体が祈願であり、その方法論や、祈りをもたらす事に係わる人の役割は、多岐に渡る。
神道（古神道・神社神道・皇室神道など全て）において祈りとは「神事」であり、祭り・祀り・奉りや、神殿・社や碑・塚の建立などを含め、分類すれば以下のようになるが、各々重複する部分もある。

#### 人の営みや自然環境としての神への祈り
- 自然に対する感謝や畏怖や畏敬。
  - 祖先崇拝に限らず人や動物など命をなくしたものや、道具などの人工物が役目を終えた後の慰霊や感謝。
  - 勤しみ（いそしみ）の神聖視とその具現化である職業神事。

神々と人の交流としての祈り。
- 神域（常世・とこよ）と人の住む世（現世・うつしよ）との交流や遮断を司る祭礼。
- 神和ぎ（かんなぎ・かむなぎ・かみなぎ）という神を鎮める行為としての祈り。
  - 巫（かんなぎ）といわれる神との交信。
  - 人により行われるが、神による運命の決定である「占い」。

個人的な神への祈り。
- 人による神への招福祈願、厄除祈念。

#### 自然崇拝
神道の始まりは神籬（ひもろぎ）や磐座（いわくら）信仰であり、自然環境の変わり目（境界）にある特徴的な部分（海・山・川・森林・巨石・巨木）を神の宿るもの（依り代）や神域につながる場所と考え、豊饒（豊穣ではなく）を齎す（もたらす）ものとして祈り信仰した。また現在にもそれらは残り、境内の神木や霊石や鎮守の森、神社とはなれた場所にある霊峰富士や夫婦岩や華厳滝など、何かを祈る対象として信仰を集めている。一方でこの神域である部分を結界や禁足地としている風習や習慣もあり、普段は遮断しているが特定の日に神事や祭として祈りを奉げ、結界を解き神を招くというおこないもする。
これらが、古代から遺跡などで発掘される神殿と結びつき神社神道の社へと変化した。また、そのまま民間信仰としてもともとあった気象現象や食べ物として食された生き物や、皇室神道にある「三種の神器」などの道具の神体としての考えが広がり人工物に対しても祈るようになった。具体的には、水田などに落ちた雷（稲妻）の場所を青竹と注連縄で囲い五穀豊穣を祈り、鯨突き（捕鯨）で命を落としたクジラを祭りや鯨塚や鯨墓によって、慰霊し感謝の祈りを奉げている。包丁塚や人形塚などの道具塚や針供養または、妖怪ともいわれる付喪神も大事にすれば幸福をもたらすとして、さまざまな形で祈られている。
これら森羅万象に対する感謝が人の営みにまで広がり、生業としての「勤しみ（いそしみ）」にまで神が宿ると考え、マタギや稲作信仰などの農林水産業だけでなく、鍛冶・たたら（日本の古式製鉄）や醸造・酒造や建築・土木には職業としての神事があり、現在でも神棚を備え行程の節目では、独自の作法や儀式によって祈りを奉げている。

#### 神事
神社神道においての祈りとは、巫（憑依・かんなぎ）であり、神なぎ（神を鎮め、和やかにする祈り）でもあるが、古神道では憑依もなく神職でない者でも、神なぎ（かんなぎ・神和ぎ・神薙ぎ・神凪とも表記）はおこなわれる。端的にいえば、巫は憑依することにより神に寄り添う行為であり、神事・神託でもある。このことが、神職を生業とする神主や巫女が、祝詞や神楽（神に奉げる若しくは神と一体となる舞踊り）を日常とする所以であるといえる。
民間信仰では庶民が、磐座や祠や塚や道祖神や地蔵や日の出や時として慈雨に手を合わせたり、お供え物を奉げる日常が「かんなぎ・祈り」であるといえる。そして、時代の変遷とともに神職や庶民でない芸能に携わるものの芸である、太神楽や能楽や曲芸やお笑いなども神事や「かんなぎ」とされ、一般的な地域振興や普請としてのいわゆるお祭りや興行においても、福男・福娘や「弓矢の神事」の射手に選ばれた者や、皇室神道での奉納という神事であった大相撲の力士も巫（かんなぎ）として神職の意味をもち、そのほかの民間神道とともに現在に息づいている。

#### 現在の神社神道

##### 神社神道における参拝の作法
神道においては、神への日常的な祈りは「拝む」と形容されることが多く、参拝や礼拝が行われる。この際、お辞儀をして拍手を打つ二拝二拍手一拝を行うことが最も一般的である。時には神前への玉串拝礼などが行われる。改まって利益や加護を願う場合は、祈祷・祈願などを行い、その際は神職による祝詞の奏上や祓などが行われる。

##### 祈願祈念
五穀豊穣、大漁追福、商売繁盛、家内安全、無病息災、安寧長寿、夫婦円満、子孫繁栄、祖先崇拝、豊楽万民、天下泰平の招福祈願、厄除祈念や「払い清め」や「ハレ｛天気ではなく天晴れ（あっぱれ）や晴れ晴れとした気持ちの「晴れ」をさす｝」に纏わることなど多岐に渡る。具体的なものとしては、参拝だけでなく祭礼や縁日や市などの神社の参道や境内や鳥居前町において行われる歴史的、文化的な祭りも祈願である。
祈願祈念のために行われる行為。
- 神楽
- 絵馬
- 詣
- 市（定期市）・縁日・会日

#### 占い・縁起
平安時代には道教の陰陽五行思想と結びついた神職による陰陽師としての台頭と執政があり、江戸時代には庶民の自治がより顕著になり、その中心に寺社があったので、普請としての祭りが行われた。この祭りや神事も古代から続く亀甲占いや、年始年末の自然現象の結果や、弓矢の神事による的の当たり外れで、その年の吉凶を占い、政としての自治に反映された。
このように占いは縁起ともいい、基本的には「神が人に降りた結果の当たり外れ」で運命の啓示であると考えられた。またそれを齎すものは、巫女や神職だけでなく、祭りなどで選ばれた福男やなまはげなどの演者、力士など神の依り代になった人も縁起にかかわる巫（かんなぎ）であるといえ、勝敗や「当たり外れ」をもってその時々の占いの結果として指針とした。
この占うという「神に祈った結果の予見や予言」を簡略化したものが、神社にある「おみくじ」であり、そのほか庶民の間でも「運試し」や「ゲンを担ぐ」ための行いも縁起行為とされた。具体的には、時節による滋養強壮の目的で、長寿や薬事効果を期待して食す行為も健康祈願であり、それらのものは縁起物と呼ばれ「霊験あらたか」であると考えられ、その謂れは、仏教・密教・ヒンドゥー教などの「インド文化」を起源とするものや五節句や二十四節気など中華文明の風俗習慣を起源に持つ物も存在し、それらが日本古来の神道（古神道）と渾然一体となっているものもある。

### イスラム教
イスラム教では、ユダヤ教やキリスト教と同様に偶像崇拝が厳格に禁止されているため、イスラム教の聖地であるサウジアラビアのメッカに向いた所定の方角にひれ伏すことで行われる。これは一種の生活習慣的な位置付けもあり、毎日決まった時間に祈りが捧げられる。礼拝をするための専用の絨毯もあり、特に方角を重視することから、方位磁針も利用されることもある。また、イスラム教において、信徒が頭をひれ伏す対象はイスラム教の神であるアッラーフのみであるとされ、アッラーフではない人間に対して頭をひれ伏してはならないとされている。